# Eustomias dispar
Eustomias dispar es una especie de pez de la familia Stomiidae en el orden de los Stomiiformes.

## Hábitat
Es un pez de mar y de aguas profundas que vive hasta 485 m de profundidad.

## Distribución geográfica
Se encuentra en el  Atlántico occidental central (8 ° 57'N, 46 ° 29'W).